# Купченко, Владимир Петрович
Владимир Петрович Купченко (1938—2004) — советский и российский литературовед, специалист по творчеству М. А. Волошина.

## Биография
Родился в семье инженеров. В 1955 г. окончил среднюю школу с серебряной медалью, в 1961 г. — факультет журналистики Уральского университета. В юности писал стихи, прозу, делал стихотворные переводы с английского. Первая публикация — в 1957 г. в газете «Уральский университет».
После окончания университета вместо начала работы по распределению уехал в Ленинград, откуда отправился в путешествие по стране и в декабре 1961 г. пришел в Коктебель к М. С. Волошиной, в 1964 г. женился там и стал местным жителем. Работал экскурсоводом, собирал материалы по М. А. Волошину. В 1972 г. развёлся с женой, работал ночным сторожем в Доме творчества писателей. Тогда же приступил к написанию биографии М. А. Волошина (закончена в 1982 г., вышла в свет в 1997 г.). В 1974 г. был назначен научным сотрудником создающегося Дома-музея Волошина, в 1979 г. — его заведующим. Активно работал над созданием каталогов будущего музея, создал уникальное описание всех артефактов и документов. В 1983 г., после обыска КГБ и критического фельетона в юмористическом журнале «Крокодил», уволен; снова работал ночным сторожем.
В 1986 г. переехал со второй женой (Р. П. Хрулёвой) и сыном в г. Ломоносов.
Автор более 400 статей и публикаций в газетах, журналах, научных сборниках и лит.-худ. альманахах. Издал (один и в соавторстве) 28 книг М. А. Волошина и о нём.
Член Союза писателей СССР (1990), затем — Союза писателей Санкт-Петербурга.
Похоронен в Ленинградской области на Ковалёвском кладбище (уч. 33/2).